# Jacques Cassini
Jacques Cassini (n. 18 februarie 1677, Paris, Regatul Franței – d. 15 aprilie 1756, Thury-sous-Clermont, Picardie⁠(d), Franța) a fost un astronom francez, fiu al astronomului Giovanni Domenico Cassini.
În 1694 a devenit membru al Academiei de Științe, iar în 1696 este admis și în Royal Society.
A studiat mișcările stelelor fixe, iar în lucrările sale a întocmit diverse tabele astronomice.
A interpretat ecuațiile de tip:
{\displaystyle yy'+xx'+2bx+bb'=0,\!}
care reprezintă ecuația unei perechi de drepte imaginare.
Cea mai valoroasă operă a sa a fost: De la grandeur et de la figure de la Terre.
Între 1712-1756, a condus Observatorul Astronomic din Paris.